# Carlos Alexandre Cardoso
Carlos Alexandre Cardoso, meglio noto come Cardoso (Santa Rosa de Viterbo, 11 settembre 1984), è un ex calciatore brasiliano, di ruolo difensore.

## Carriera
Ha giocato nella massima serie dei campionati portoghese, rumeno, russo, azero, iraniano e brasiliano.